# Vụ tai nạn Lý Cương
Vụ tai nạn Lý Cương hay vụ "Ba tao là Lý Cương" (tiếng Trung: "我爸是李刚"事件) là một sự kiện phát sinh từ tai nạn giao thông xảy ra vào tối 16 tháng 10 năm 2010, tại khuôn viên trường Đại học Hà Bắc, thuộc thành phố Bảo Định, tỉnh Hà Bắc, Trung Quốc, khi một chiếc ô tô Volkswagen Magotan màu đen húc phải hai sinh viên tại 1 ngõ hẹp. Tai nạn khiến cho cô Trần Hiểu Phụng (陈晓凤), 20 tuổi, sinh viên từ Thạch Gia Trang bị thương nặng rồi chết tại bệnh viện, nạn nhân còn lại là Trương Kinh Kinh, 19 tuổi, bị gãy chân trái. Người lái xe trong tình trạng xỉn rượu là Lý Khởi Minh, ngay sau khi gây tai nạn đã trốn thoát khỏi hiện trường để chở bạn gái mình về khu ký túc xá nữ. Sau đó Lý bị các nhân viên bảo vệ ở trường bắt giữ, nhưng anh ta phản ứng và nói: "Cứ kiện đi nếu dám. Ba tao là Lý Cương".
Vụ việc gây nên làn sóng phẫn nộ trên các diễn đàn liên mạng của Trung Quốc. Người ta tìm hiểu và biết được Lý Cương là Giám đốc Công An của thành phố Bảo Định. Bốn ngày sau vụ việc, một cuộc thi làm thơ online với đề tài "Ba tao là Lý Cương" đã được tổ chức bởi Piggy Feet Beta, một blogger nổi tiếng ở Trung Quốc. Cuộc thi đã nhận được hơn 6000 bài tham gia, và cụm từ "Ba tao là Lý Cương" đã trở thành câu khẩu hiệu phổ biến trên các diễn đàn internet Trung Quốc. Câu nói cũng được đưa vào các bài hát, trở thành câu cửa miệng có tính châm biếm trên mạng.
Các quan chức Đảng Cộng sản Trung Quốc, ban đầu đã nỗ lực ngăn chặn sự lan truyền vụ việc. Nhưng ngược lại, nỗ lực của họ càng làm cho làn sóng phản đối dâng cao. Trong một cuộc phỏng vấn với đài truyền hình trung ương Trung Quốc vào ngày 21 tháng 10, Lý Cương đã khóc lóc xin lỗi. Ngày tiếp theo, đến lượt Lý Khởi Minh lên tiếng xin lỗi. Nhưng các gia đình nạn nhân của vụ việc đã không chấp thuận. Anh trai cả của Trần Hiểu Phụng cho rằng lời xin lỗi chỉ có ý nghĩa chính trị. Tờ Nhân dân Nhật báo, trong một bài xã luận xuất bản vào ngày 26 tháng 10, đã kêu gọi các cơ quan chức năng vào cuộc làm rõ vụ việc.
Ngày 29 tháng 10, tờ Nam Hoa Tảo Báo và một số nguồn khác đã tiết lộ về một chỉ thị từ Ban tuyên truyền trung ương, vào ngày 28 tháng 10, yêu cầu "không được làm nghiêm trọng tính chất của vụ tai nạn giao thông ở đại học Hà Bắc". Sau đó vị luật sư đại diện cho các thân nhân của Trần Hiểu Phong, đã đột ngột hủy bỏ hợp đồng, sau khi công ty luật của họ đã nhận được 1 cảnh báo đến từ văn phòng tư pháp Bắc Kinh. Cùng ngày, giám đốc cảnh sát của thành phố Bảo Định đã cùng một số nhân viên đến nhà các thân nhân bị nạn, để đề xuất giải quyết êm ái vụ việc bằng cách bồi thường.
Ngày 4 tháng 11, ban tuyên truyền trung ương Trung Quốc đã ra lệnh cấm đài truyền hình Phượng Hoàng phát sóng tiết mục phỏng vấn anh trai cô Trần Hiểu Phụng, trong đó anh ta đã chỉ trích chính phủ.
Từ ngày 9 tháng 11, các thảo luận về vụ việc này trên internet đã phải dừng lại. Nhưng các sinh viên địa phương và các nhà hoạt động nhân quyền, như Ngải Vị Vị vẫn tiếp tục lên tiếng
.
Tháng 1 năm 2011, tòa án xử Lý Khởi Minh 6 năm tù giam và yêu cầu bồi thường cho thân nhân của Trần Hiểu Phụng số tiền tương đương 69.900 USD. Lý cũng phải trả 13.800 USD cho người bị thương còn lại.